# El gran milagro
El gran milagro (The story of Alexander Graham Bell) es una película biográfica de 1939 sobre la vida de Alexander Graham Bell, quien por mucho tiempo fue considerado el inventor del teléfono.
La película cuenta con la actuación de Don Ameche en el papel de Alexander Graham Bell, y con la de Loretta Young en el de Mabel, la esposa de él.

## Sinopsis
La película sigue la historia de cómo Alexander Graham Bell se enamora de una chica sorda y como intenta ayudarla a comunicarse, lo que causa que durante sus experimentos, Bell invente de forma improvisada el teléfono.
Bell termina casándose con Mabel, la chica de la cual estaba enamorado, pero sus vidas se ven enfrentadas a grandes desafíos cuando una compañía rival intenta sacarlo del negocio.

## Argumento
En el año 1873, Alexander Graham Bell, un profesor de estudiantes sordomudos, empieza a experimentar formas de lograr hacer visible el sonido de forma que sus alumnos sean capaces de comunicarse a través del habla, lo que lo lleva a trabajar en el telégrafo para que luego Thomas Sanders, padre de uno de sus alumnos, le presente a Gardner Hubbard, esperando que este último pueda ofrecerle ayuda financiera para sus proyectos.
Alexander se enamora de la hija sordomuda de Hubbard, Mabel, pero no puede proponérsele debido a su falta de dinero aunque de todas formas Mabel apoya los esfuerzos de Alexander por lo que cuando este amenaza con renunciar a su último invento, el teléfono, con el fin de buscar un trabajo con mejor salario, Mabel se encarga de convencerlo de seguir con sus experimentos por lo que Alexander junto a su asistente, Thomas Watson, se adentran en un intenso y sacrificador trabajo hasta que finalmente logra que su invento “hable”.
Alexander funda una nueva compañía llamada Bell Company, con el apoyo financiero de Sanders y Hubbard y luego de que Alexander y Mabel se casan, estos viajan a Inglaterra con el fin de mostrarles su invento a la Reina Victoria y cuando ella acepta instalar su dispositivo en el Palacio de Buckingham, por fin todas las preocupaciones financieras de Alexander parecen haber acabado, sin embargo, poco tiempo después se le informa que una compañía respaldada por Western Union está intentando tomar su patente del teléfono por lo que Alexander y Mabel regresan de inmediato a Estados Unidos para presentar una demanda por infracción de patente contra dicha empresa.
Durante un dramático juicio, Mabel se encarga de entregar evidencia de que fue su marido el primero en crear el teléfono, lo que lleva a que Alexander gane el juicio contra Wester Union, los cuales admiten su derrota y le ofrecen una asociación entre ambas compañías.

## Reparto
| Personajes principales |                         |
| ---------------------- | ----------------------- |
| Don Ameche             | Alexander Graham Bell   |
| Loretta Young          | Mrs. Mabel Hubbard Bell |
| Henry Fonda            | Thomas Watson           |

| Personajes secundarios |                  |
| ---------------------- | ---------------- |
| Charles Coburn         | Gardner Hubbard  |
| Gene Lockhart          | Thomas Sanders   |
| Spring Byington        | Mrs. Hubbard     |
| Sally Blane            | Gertrude Hubbard |
| Polly Ann Young        | Grace Hubbard    |
| Georgiana Young        | Berta Hubbard    |
| Bobs Watson            | George Sanders   |
| Russell Hicks          | Mr. Barrows      |
| Paul Stanton           | Chauncey Smith   |

## Crítica
El diario The New York Times se refiere a El gran milagro como una de las mejores contribuciones de 20th Century Fox al drama histórico hasta ese momento, siendo Irving Cummings fiel a los hechos históricos conocidos a esa fecha. La cataloga también como una película interesante aunque lenta y valora la actuación de Don Ameche como Alexander Graham Bell.
La película fue todo un éxito en su época, tanto así que hizo que Ameche se transformara en un sinónimo de teléfono.